# Saut à la perche féminin aux championnats du monde d'athlétisme 2015
Navigation
Moscou 2013 Londres 2017
L'épreuve de saut à la perche féminin des championnats du monde d'athlétisme de 2015 s'est déroulée les 24 et 26 août 2015 dans le Stade national olympique de Pékin (Chine), remportée par la Cubaine Yarisley Silva déjà vainqueure en salle l'année précédente, devant la Brésilienne Fabiana Murer vainqueure en 2011 et indoor en 2010. Comme en 2014, la tenante du titre et recordwoman Yelena Isinbayeva ne prend pas part à cette édition.

## Records et performances préalables
Avant ces championnats de 2015, les records du saut à la perche femmes (mondial, des championnats et par continent) et les dix athlètes les plus performantes de l'année outdoor sont les suivantes.

### Records
| Record du monde           | Yelena Isinbayeva | 5,06 m     | Zurich, Suisse     | 28 août 2009             |
| Record des championnats   | Yelena Isinbayeva | 5,01 m     | Helsinki, Finlande | 12 août 2005             |
| Record d'Afrique          | Elmarie Gerryts   | 4,42 m     | Wesel, Allemagne   | 12 juin 2000             |
| Record d'Asie             | Li Ling           | 4,66 m     | Wuhan              | 6 juin 2015              |
| Record d'Amérique du Nord | Jennifer Suhr     | 5,02 m (i) | Albuquerque        | 2 mars 2013              |
| Record d'Amérique du Sud  | Fabiana Murer     | 4,85 m     | San Fernando Daegu | 4 juin 2010 30 août 2011 |
| Record d'Europe           | Yelena Isinbayeva | 5,06 m     | Zurich, Suisse     | 28 août 2009             |
| Record d'Océanie          | Alana Boyd        | 4,76 m     | Perth, Australie   | 24 février 2012          |

### Meilleures performances de l'année 2015
| 1 | Yarisley Silva         | Cuba       | 4,91 m | Beckum         | 2 août 2015      |
| 2 | Nikoléta Kiriakopoúlou | Grèce      | 4,83 m | Saint-Denis    | 4 juillet 2015   |
| 3 | Jennifer Suhr          | États-Unis | 4,82 m | Eugene         | 28 juin 2015     |
| 4 | Fabiana Murer          | Brésil     | 4,80 m | New York       | 13 juin 2015     |
| 5 | Anzhelika Sidorova     | Russie     | 4,79 m | Londres        | 25 juillet 2015  |
| 6 | Sandi Morris           | États-Unis | 4,76 m | Heusden-Zolder | 18 juillet 2015  |
| 7 | Silke Spiegelburg      | Allemagne  | 4,75 m | Tcheboksary    | 20 juin 2015     |
| 8 | Jirina Ptácníková      | Tchéquie   | 4,72 m | Prague         | 1er juillet 2015 |
| 9 | Ekateríni Stefanídi    | Grèce      | 4,71 m | Des Moines     | 24 avril 2015    |
| 9 | Demi Payne             | États-Unis | 4,71 m | Hammond        | 8 mai 2015       |
| 9 | Nicole Büchler         | Suisse     | 4,71 m | Zoug           | 8 août 2015      |

## Engagées
Pour se qualifier, il faut avoir atteint au moins 4,50 mètres entre le 1er octobre 2014 et le 10 août 2015.

## Résultats

### Qualifications
Condition : franchir au moins 4,60 mètres (Q) ou accomplir l'une des 12 meilleures performances (q). Alors qu'il ne reste quasiment plus que des athlètes majeures de la discipline à 4,55 m, l'IAAF décide de porter le nombre de qualifiées à 14.
| Rang | Groupe | Nom                    | Nationalité | 4,15 m | 4,30 m | 4,45 m | 4,55 m | Marque | Notes |
| ---- | ------ | ---------------------- | ----------- | ------ | ------ | ------ | ------ | ------ | ----- |
| 1    | B      | Angelica Bengtsson     | Suède       | –      | o      | o      | o      | 4,55 m | q     |
| 1    | A      | Fabiana Murer          | Brésil      | –      | –      | –      | o      | 4,55 m | q     |
| 1    | B      | Holly Bleasdale        | Royaume-Uni | –      | o      | o      | o      | 4,55 m | q, SB |
| 1    | A      | Martina Strutz         | Allemagne   | –      | o      | o      | o      | 4,55 m | q     |
| 1    | A      | Nikoléta Kyriakopoúlou | Grèce       | –      | –      | o      | o      | 4,55 m | q     |
| 6    | B      | Lisa Ryzih             | Allemagne   | –      | –      | xo     | o      | 4,55 m | q     |
| 6    | B      | Minna Nikkanen         | Finlande    | o      | o      | xo     | o      | 4,55 m | q     |
| 6    | A      | Michaela Meijer        | Suède       | o      | o      | xo     | o      | 4,55 m | q, PB |
| 9    | B      | Jennifer Suhr          | États-Unis  | –      | –      | –      | xo     | 4,55 m | q     |
| 9    | B      | Yarisley Silva         | Cuba        | –      | –      | o      | xo     | 4,55 m | q     |
| 11   | A      | Li Ling                | Chine       | –      | o      | o      | xxo    | 4,55 m | q     |
| 11   | A      | Sandi Morris           | États-Unis  | –      | o      | o      | xxo    | 4,55 m | q     |
| 11   | B      | Alana Boyd             | Australie   | –      | –      | o      | xxo    | 4,55 m | q     |
| 11   | B      | Anzhelika Sidorova     | Russie      | –      | –      | o      | xxo    | 4,55 m | q     |
| 15   | B      | Ekateríni Stefanídi    | Grèce       | –      | xo     | o      | xxx    | 4,45 m |       |
| 16   | A      | Naroa Agirre           | Espagne     | xo     | xxo    | o      | xxx    | 4,45 m |       |
| 17   | A      | Nicole Büchler         | Suisse      | –      | o      | xxo    | xxx    | 4,45 m |       |
| 17   | A      | Silke Spiegelburg      | Allemagne   | –      | o      | xxo    | xxx    | 4,45 m |       |
| 19   | B      | Demi Payne             | États-Unis  | –      | o      | xxx    |        | 4,30 m |       |
| 20   | A      | Tori Pena              | Irlande     | xo     | o      | xxx    |        | 4,30 m |       |
| 21   | B      | Femke Pluim            | Pays-Bas    | –      | xo     | xxx    |        | 4,30 m |       |
| 21   | A      | Marion Lotout          | France      | –      | xo     | xxx    |        | 4,30 m |       |
| 23   | A      | Robeilys Peinado       | Venezuela   | xo     | xo     | xxx    |        | 4,30 m |       |
| 24   | B      | Malin Dahlström        | Suède       | o      | xxx    |        |        | 4,15 m |       |
| 25   | B      | Angelica Moser         | Suisse      | xxo    | xxx    |        |        | 4,15 m |       |
| 25   | B      | Ren Mengqian           | Chine       | xxo    | xxx    |        |        | 4,15 m |       |
|      | A      | Jirina Ptácníková      | Tchéquie    | –      | xxx    |        |        | NM     |       |
|      | A      | Nina Kennedy           | Australie   | xxx    |        |        |        | NM     |       |
|      | B      | Tina Šutej             | Slovénie    | –      | xxx    |        |        | NM     |       |

### Finale
| Rang               | Athlète                | Pays        | Essais | Essais | Essais | Essais | Essais | Essais | Essais | Essais | Marque | Notes |
| Rang               | Athlète                | Pays        | 4,35m  | 4,50m  | 4,60m  | 4,70m  | 4,80m  | 4,85m  | 4,90m  | 5,01m  | Marque | Notes |
| ------------------ | ---------------------- | ----------- | ------ | ------ | ------ | ------ | ------ | ------ | ------ | ------ | ------ | ----- |
| Médaille d'or      | Yarisley Silva         | Cuba        | -      | o      | o      | xxo    | xo     | o      | xxo    | xxx    | 4,90 m |       |
| Médaille d'argent  | Fabiana Murer          | Brésil      | -      | o      | o      | o      | xo     | o      | xxx    |        | 4,85 m | =AR   |
| Médaille de bronze | Nikoléta Kyriakopoúlou | Grèce       | -      | o      | xo     | xo     | o      | x-     | xx     |        | 4,80 m |       |
| 4                  | Sandi Morris           | États-Unis  | o      | o      | o      | o      | xxx    |        |        |        | 4,70 m |       |
| 4                  | Angelica Bengtsson     | Suède       | o      | o      | o      | o      | xxx    |        |        |        | 4,70 m | NR    |
| 4                  | Jennifer Suhr          | États-Unis  | -      | -      | o      | o      | xxx    |        |        |        | 4,70 m |       |
| 7                  | Holly Bradshaw         | Royaume-Uni | o      | o      | xo     | o      | xxx    |        |        |        | 4,70 m | SB    |
| 8                  | Martina Strutz         | Allemagne   | o      | o      | o      | xxx    |        |        |        |        | 4,60 m |       |
| 9                  | Li Ling                | Chine       | xo     | o      | o      | xxx    |        |        |        |        | 4,60 m |       |
| 10                 | Minna Nikkanen         | Finlande    | xo     | xo     | o      | xxx    |        |        |        |        | 4,60 m | =NR   |
| 11                 | Alana Boyd             | Australie   | xo     | o      | xo     | xxx    |        |        |        |        | 4,60 m |       |
| 12                 | Lisa Ryzih             | Allemagne   | -      | o      | xxo    | xxx    |        |        |        |        | 4,60 m |       |
| -                  | Anzhelika Sidorova     | Russie      | -      | xxx    |        |        |        |        |        |        | NM     |       |
| -                  | Michaela Meijer        | Suède       | xxx    |        |        |        |        |        |        |        | NM     |       |

## Rappel des médaillées
| Or             | Argent        | Bronze                 |
| Yarisley Silva | Fabiana Murer | Nikoléta Kyriakopoúlou |

## Légende
- m : mètres
- (i) : record personnel réalisé en salle (voir PB)
- NM : not measured (non mesuré)[réf. souhaitée]

Records et Performances
- AR : Record continental (area record)
- CR : Record des championnats (championship record)
- MR : Record du meeting (meet record)
- NR : Record national (national record)
- OR : Record olympique (olympic record)
- PR : Record paralympique (paralympic record)
- PB : Record personnel (personal best)
- SB : Meilleure performance personnelle de la saison (season's best)
- WL : Meilleure performance mondiale de l'année (world leader)
- WJR : Record du monde junior (world junior record)
- WR : Record du monde (world record)

Circonstances et Conditions
- DNF : N'a pas terminé (did not finish)
- DNS : N'a pas pris le départ (did not start)
- DQ : Disqualification (disqualification)
- NM : Aucun essai valable enregistré (No Mark)
- Q : Qualifié « directement » au prochain tour (ou à la prochaine compétition), lors d'une compétition majeure, grâce au classement ou à la réalisation des minima (automatic qualifier)
- q : Qualifié au prochain tour (ou à la prochaine compétition), lors d'une compétition majeure, grâce au repêchage ou à la réalisation de l'une des meilleures performances parmi celles des « non qualifiés directement » (grâce au meilleur temps ou à la meilleure distance par exemple) (secondary qualifier)